# 想い出を映して
『想い出を映して』 (Blast From Your Past) は、1975年に発表されたリンゴ・スターのベスト・アルバム。日本では、1976年1月20日にリリースされた。

## 解説
収録曲10曲は1970年代前半のシングルやアルバムから選ばれており、7曲がアメリカでのトップ10ヒットで、2曲がNo.1に輝いている。ビートルズが解散した時、スターは元メンバーの中で音楽面で成功するのが最も難しいだろうと言われていたが、本アルバムが発表された時点では、彼はジョン・レノンやジョージ・ハリスンを凌ぐヒット・メイカーだった。

## 収録曲
1. ユア・シックスティーン - You're Sixteen
2. ノー・ノー・ソング - No No Song
3. 明日への願い - It's Don't Come Easy
4. 想い出のフォトグラフ - Photograph
5. バック・オフ・ブーガルー - Back Off Boogaloo
6. オンリー・ユー - Only You
7. ボークー・オブ・ブルース - Beaucoups Of Blues
8. オー・マイ・マイ  - Oh My My
9. 1970年代ビートルズ物語 - Early 1970
10. アイム・ザ・グレイテスト - I'm The Greatest